# "黒天使"沼澤邪鬼
"黒天使"沼澤 邪鬼（"こくてんし"ぬまざわ じゃき、1977年6月7日 - ）は、日本の男性プロレスラー。本名は沼澤 直樹（ぬまざわ なおき）。埼玉県本庄市出身。血液型B型。
通称『神様』『デスマッチの神様』『キチガイ』。元からデスマッチがやりたくて、大日本プロレスに入団したというほど、大のデスマッチフリーク。
独特のデスマッチ観を持っており、大日本プロレスを長年支えたレスラーとして大日本プロ所属時代は伊東竜二と対を成す存在としてファンの間で名を馳せていた。

## 経歴
中高と柔道部に所属。中学生の時に見た、プロレス番組でのグレート・ムタに衝撃を受けて、プロレスに興味を持つ。高校卒業後は地元・本庄市の工場に就職するも、「嫌になって」退職。その後は職を転々とするが、一念発起して2000年に大日本プロレスに入門した（2007年8月21日付東京スポーツ紙面より）。
入場時には客席に乱入し、有刺鉄線が巻かれたチェーンソーを振り回す。
スキンヘッドだが、これは元々アブドーラ小林に寝込みを襲われ、髪を剃られてしまった事によってである。
2004年はBJW認定タッグ王座に輝くなどの実績を残して成長を伺わせた。2005年はデスマッチ7番勝負を行い、最終戦での関本大介戦で勝利をもぎ取った。
またこの7番勝負の第6戦で対戦相手を務めた葛西純の誘いに乗り、葛西とともにキチガイタッグ「045邪猿気違's」を結成。葛西が活動休止に入った後は、MEN'Sテイオーとのタッグで活躍。
2006年はテイオーとのタッグを解消。葛西が復帰して、045邪猿気違'sが活動再開。同年5月5日の大会におけるBJW認定デスマッチヘビー級王座挑戦者決定戦「みなとみらいデスマッチin赤レンガ」に勝利し、6月26日の大会にて佐々木貴のベルトに挑戦が決定。互いのデスマッチに対する考え方を知りたいと提案した、「デスマッチダブルプロデュース・蛍光灯&ケージ+αデスマッチ」で対戦。試合には敗れたものの、マイクアピールで、「大日本（ダイニッポン）」コールと、編集泣かせの大「キチガイ」コールを巻き起こした。
この頃から、自らのモチベーションを高める為に「キチガイの神様」と言い放ち、「その日来てくれた客を、幸せな世界に導く」と言い放つ他、この試合前に「黄金の雨」を降らせると予告して、中に大量の画鋲が入った蛍光灯束を用意。以来、変形首固め「神威」と共に、ここ一番のデスマッチで使われるようになった。
その後、伊東竜二の負傷欠場のため、空位となったデスマッチヘビー級王座を巡り、佐々木貴との抗争を再開。12月3日の大会で、1000本を超える蛍光灯を神殿の柱のように並べた「狂神の蛍光灯神殿デスマッチ」で対戦するも敗戦。
アパッチプロレス軍の2007年6月の大会にて、1日2試合のハンデを乗り越え045邪猿気違'sでWEWタッグ王座を奪取、リング上でそのベルトをデスマッチタッグ選手権に改称すると宣言。その後、8月26日のプロレスサミット有明大会で、佐々木貴のデスマッチヘビー級王座に挑戦し、勝利。念願の第21代デスマッチヘビー級王者に輝いた。
この年には更にアメリカのウエストバージニア州へと赴き、IWAイーストコーストの主催によるデスマッチ選手権大会―マスターズ・オブ・ペインの第2回大会に出場。第一回戦でインサーン・レーンを破って準決勝にまで進出したものの、コーク・ヘインとの有刺鉄線バンクハウスデスマッチにて敗れ去った。
やがて相棒の葛西とMEN'Sテイオーとともにデスマッチスクール「スクール・オブ・デス」を開校し、沼澤は「教頭」として、宮本裕向・isami（木高イサミ）などを一人前のデスマッチファイターにするべく育成を任された。
2010年4月の大会では、BJW認定タッグ王者決定トーナメントに045邪猿気違'sで出場し優勝。045邪猿気違'sとしては2回目の王座奪還を達成。2011年1月にはバラモン兄弟に奪われたが、直後の2月に行われたリターンマッチで3度目の奪回を果たした。
2019年2月28日、半月板損傷及び右ヒザ前十字じん帯断裂の手術・治療の為、約8ヶ月の長期欠場を発表。  
2023年5月24日、Twitterにて無期限の欠場を発表。同時に離婚していたことを発表した。
2024年4月1日、登坂栄児社長同席で会見を行い、前日3月31日付での退団を発表。同会見でギャンブル依存症であることを告白した。
退団会見において登坂は、2023年の休業発表の1年前から沼澤にギャンブル依存症の診断が下りたと説明しており、これからも沼澤のギャンブル依存症の治療には協力する方針を示しているが、現状では周囲の消耗もあり大日本への所属の継続は難しいため、まずは治療を優先して所属を離れるよう本人に話したという趣旨の話をしている。沼澤本人は、退団会見時点では介護施設で働いていると報告しており、機会があればプロレス復帰はしたいが現状は生活のために介護施設の仕事をメインとしていると語っている。

## タイトル歴
大日本プロレス
- 第21代BJW認定デスマッチヘビー級王座
- BJW認定タッグ王座
  - 第19代（パートナーはアブドーラ小林）
  - 第29代、第31代、第33代（パートナーは葛西純）
- 横浜ショッピングストリート6人タッグ王座
  - 第3代（パートナーはアブドーラ小林・橋本和樹）
  - 第5代（パートナーは伊東竜二・関本大介）
  - 第20代（パートナーはアブドーラ小林・伊東竜二）
  - 第22代（パートナーはアブドーラ小林・宮本裕向）
  - 第24代（パートナーは伊東竜二・宮本裕向）

アパッチプロレス軍
- 第6代WEWタッグ王座（パートナーは葛西純）

DDTプロレスリング
- 第787代アイアンマンヘビーメタル級王座

道頓堀プロレス
- 第4代WDWタッグ王座（パートナーは竹田誠志）

## 得意技
- 飛鬼邪行（ひゃっきじゃこう・スワントーンボムと同型）with蛍光灯
- 狂鬼乱舞（変形バックフリップ）
- 狂鬼蘭舞（シュバイン）
- 神威（カムイ・変形首固め。2006年に葛西が復帰してからは、この技をフィニッシュホールドとするようになった）
- 狂神太平（くるいがみのたいへい・低空ラリアット）
- 神威落款（カムイラッカン・変形首固めから落下）
- ラストライド
- ヘッドバット

## デスマッチ7番勝負
- 第1戦・・・2月2日後楽園ホール
  - 凶器観客持ち込みデスマッチ
vsアブドーラ小林
- 第2戦・・・3月28日後楽園ホール
  - チェーンデスマッチ
vsMEN'Sテイオー
- 第3戦・・・3月31日大阪・鶴見緑地公園
  - 凶器持込デスマッチ
vsシャドウWX
- 第4戦・・・4月3日横浜・赤レンガ倉庫
  - 月光暗闇蛍光灯デスマッチ
vsBADBOY非道
- 第5戦・・・5月8日お台場Q地区特設リング
  - 蛍光灯墓場デスマッチ
vsマッドマン・ポンド
- 第6戦・・・6月8日神奈川・横浜文化体育館
  - 「MASNESS OF MASSACRE〜狂気の殺戮」
有刺鉄線ボード&カミソリ十字架ボード+αデスマッチ[10]
vs葛西純
- 第7戦・・・8月14日埼玉・桂スタジオ
  - 「7大地獄絵図」
vs関本大介

## テーマ曲
- 『Superbeast』（オリジナルリミックス） ROB ZOMBIE
- 『Wait And Bleed』（045邪猿気違'Sでの登場時など） Slipknot
- 『黒天使降臨』（BJW MUSIC FILES 収録）

## 映画出演
- OVER THE HILL（監督：アントーニオ本多）

## 「キチガイ」の取扱いについて
沼澤や045邪猿気違'sに限らず、日本のデスマッチにおいては極めて危険なエキサイトシーンに対し、ファンや選手が畏敬を込めて『キチガイ』と言うことがあるが、「キチガイ」は差別用語としても用いられることがあり、放送禁止用語となっている。このため、中継番組「大日大戦」においては、観客の「キチガイ」コールに修正の「ピー音」の連発がされていた。過去には10連発されたこともある。
2006年6月26日のデスマッチヘビー級選手権以降の放送では、オリジナリティ尊重のため、「キチガイ」コール時でも「ピー」が被せられない場合が多い。だが2006年7月14日のメイン「夏だ！デスマッチだ！キチガイ祭り」においては、リングアナの村上健は平気でアナウンスの際に「キチガイ祭り」と言っていたのに対し、ナレーターは「クレージーフェスティバル」と言い換えており、テレビ埼玉での放映はピー音が被せられた。なおサムライTVでは2012年現在、観客のコールはそのまま放送している。
雑誌やWEBなどのメディアにおいては「キチ○イ」のように一部を伏せ字にして表記されている。